# Lucerne (contea di Kings, California)
Lucerne è una comunità non incorporata degli Stati Uniti d'America situata nella Contea di Kings, nello Stato della California. Si trova nei pressi della Atchison, Topeka and Santa Fe Railway a una distanza di circa 5,6 km a nord di Hanford.
La città prese il suo nome nel 1887 da quello di Lucerna, in Svizzera.